# Jonathan Kvanvig
Jonathan Lee Kvanvig, né le 7 décembre 1954, est professeur américain de philosophie analytique à l'université Baylor.
Kvanvig est également écrivain, surtout connu pour son livre The Problem of Hell (publié en 1993) qui traite de l'enfer d'une façon théologique et philosophique moderne.